# Chiesa di San Bartolomeo (Giarratana)
La  chiesa di San Bartolomeo è una chiesa di Giarratana, in Sicilia.

## Storia
La chiesa esisteva già nel 1308, citata tra quelle che pagavano la decima alla Santa Sede. Fu ricostruita nuovamente a metà del XVII secolo e venne consacrata nel 1665 dal vescovo di Siracusa, monsignor Giovanni Capobianco. Nel 1670 fu eretta a filiale parrocchiale e sacramentale.
Il sisma dell'11 gennaio 1693 la rase al suolo, risparminadone tuttavia l'altare barocco. La nuova chiesa, fu ricostruita nella parte meridionale del nuovo centro abitato e fu consacrata dal vescovo di Noto, monsignor Benedetto La Vecchia, il 29 settembre 1872.

## Descrizione
L'attuale chiesa ha un'imponente facciata in stile tardo barocco suddivisa in tre ordini architettonici, il superiore dei quali  è costituito dalla cella campanaria. Sul cornicione è incisa la dedicazione dell'edificio al patrono san Bartolomeo. Davanti alla facciata si trova un'ampia e ripida scalinata, che contribuisce a dare slancio all'intero edificio, impreziosita da colonne portanti con capitelli corinzi.
L'interno è a tre navate, separate da colonne doriche 
La chiesa, custodisce il corpo della martire Ilaria, dono del pontefice Alessandro VII ai principi Settimo Calvello, signori di Giarratana.

### Opere d'arte

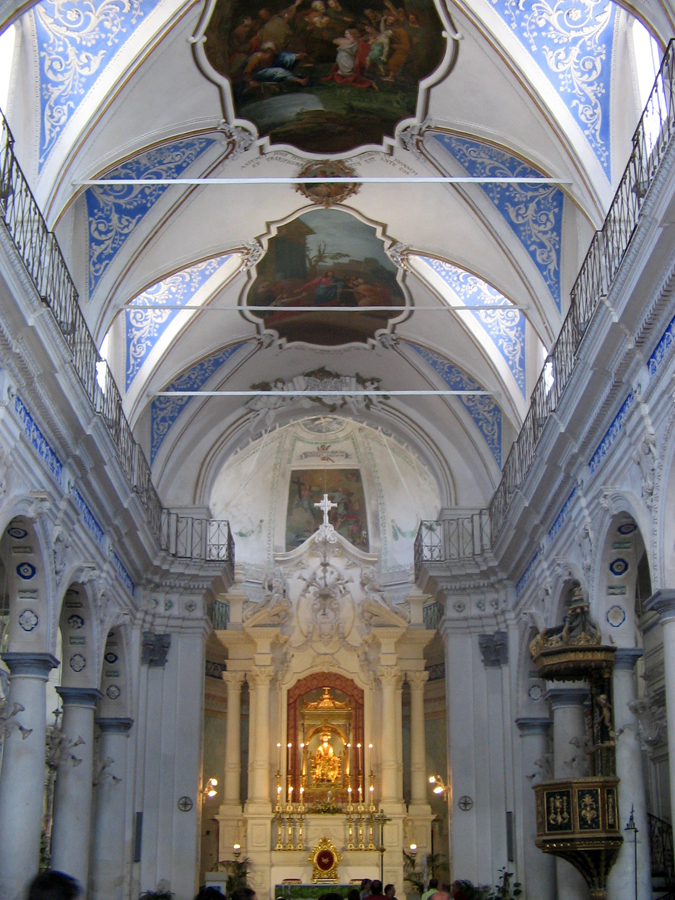
Interno della chiesa di San Bartolomeo.

L'altare risparmiato dal sisma del 1693, probabilmente si tratta dell'altare maggiore, viene custodito unitamente ad un'antica statua cinquecentesca di san Bartolomeo Ap. in chiesa madre. Il detto altare presenta colonne tortili e timpano spezzato, in cui è inserito il simbolo del santo titolare, e ospita la cinquecentesca statua dell'apostolo, raffigurato in piedi, nell'atto di evangelizzare le genti, con in mano il sacro libro, la palma dei martiri e il coltello, simbolo del suo martirio. La statua e l'altare sono oggetto di venerazione nella data dell'11 gennaio, giorno in cui viene ricordato il sisma del 1693.
La chiesa custodisce inoltre le pale eseguite da Marcello Vieri negli anni 1795-1799 (Madonna del Carmelo tra due santi, Madonna del Buon Consiglio con san Vincenzo Ferreri e La conversione di Paolo). 
Un'altra tela di notevole importanza è il "Martirio di san Bartolomeo" del 1736 opera di Antonio Balistreri fatta eseguire da don Filippo Piazza, inserita in un'artistica cornice del secolo XVII, proveniente dall'antica chiesa pre-terremoto.
Sull'altare maggiore, all'interno dell'imponente cappella realizzata nel 1935, è custodita una statua del patrono san Bartolomeo seduto in trono, insieme al baldacchino della seconda metà del Settecento. Dietro la cappella, e in parte coperto da questa, si trova il dipinto con la Gloria di san Bartolomeo.
La volta della navata centrale conserva affreschi realizzati dal sacerdote Gaetano Distefano, incorniciati da stucchi del Gianforma, allievo del Serpotta.
La cappella del Santissimo Sacramento, o di Cristo alla colonna, cappella gentilizia dei Mineo, si presenta ornata di stucchi e conserva un altare marmoreo, probabilmente proveniente dalla distrutta chiesa barocca.
L'ultima cappella della navata destra conserva una statua neoclassica della Madonna del Carmelo. La cappella è attualmente inutilizzata e necessita di restauri.